# Bonhoure
Pour les articles homonymes, voir Bonhoure (homonymie).

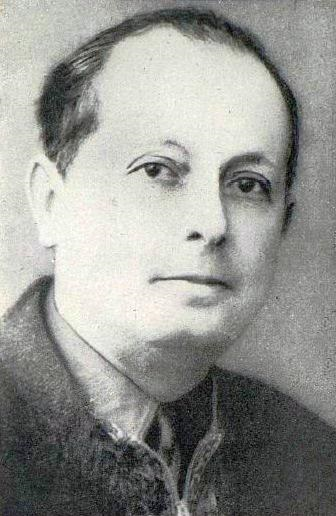
Le résistant Jean Chaubet donne son nom à une école et un cercle laïque, dans le quartier.

Bonhoure est un quartier résidentiel de Toulouse situé à l’est du centre-ville, près du canal du Midi, populaire, très vivant. 
Si la limite nord (et nord est) est l'avenue de la Gloire, la limite sud  l'avenue Camille-Pujol continuée par l'avenue Jean-Chaubet (sud est), la limite ouest avec Guilheméry n'est pas clairement définie. Le quartier s'est urbanisé à partir des années 1920.
Le quartier est animé par ses diverses associations, les habitants sont porteurs de projets et souvent partenaires de la vie du quartier.
La vie est ponctuée d'événements comme la fête Pinel en juin organisé par le Cercle laïque Jean-Chaubet implanté sur la place Marius-Pinel, les repas de quartier ou de rue, la fête de l'école Bonhoure, de l'école Jean-Chaubet, les spectacles préparés par le centre de loisirs Bonhoure et le Cercle laïque Jean Chaubet, et les enfants, très actifs également. 
Au centre du quartier, la place Marius-Pinel offre ses espaces verts, son kiosque à musique, son école.
Cette place a été inaugurée en 1929. En 1933 est construit le kiosque par Jean Montariol. Ce kiosque a la particularité de ne pas pouvoir renvoyer le son à l'extérieur et est donc inutile pour la musique...Le professeur de littérature Yves Le Pestipon est un défenseur de l'atmosphère de ce lieu banal et mystérieux, qu'il a inscrit au classement du "patrimoine mondial de la banalyse". et qui est le sujet de films qu'il a réalisés.